# Saint-Seine-l'Abbaye
Saint-Seine-l'Abbaye är en kommun i departementet Côte-d'Or i regionen Bourgogne-Franche-Comté i östra Frankrike. Kommunen ligger i kantonen Saint-Seine-l'Abbaye som tillhör arrondissementet Dijon. År 2022 hade Saint-Seine-l'Abbaye 361 invånare.

## Befolkningsutveckling
Antalet invånare i kommunen Saint-Seine-l'Abbaye
Referens:INSEE